# キャロリン・G・ハート
キャロリン・G・ハート（Carolyn Gimpel Hart、1936年8月25日 - ）は、アメリカ合衆国の推理作家。

## 生い立ち
オクラホマ州オクラホマシティで生まれ育ち、現在も同地在住。クリーブランド小学校、タフト中学校、クラッセン高校に通った。11歳の時に新聞記者を志し、小学校から大学まで学内の新聞部で制作に携わり続けた。
1958年にオクラホマ大学を卒業し、「ΦΒΚ（ファイ・ベータ・カッパ）ソサエティ」の会員となる。大学ではジャーナリズムを学んだ。大学3年生時の欧州旅行中に後の夫となるフィリップと出会う。大学卒業後、彼はロー・スクールの学生だったため、「ノーマン・トランスクリプト」でレポーターとして働き始めるが、息子（フィリップ・Jr）の出産後はジャーナリズムの道へ進むのを断念した。
娘（サラ）を出産した1964年、青少年向けのミステリコンテスト「コーリング・オール・ガールズ (Calling All Girls) 」で優勝した。1965年から1972年までヤングアダルト向けの作品を書き続けた。1972年から1987年には、シリーズものでないサスペンス作品やミステリ作品を9作執筆し、そこそこの成功を収めた。マーシャ・ミュラー、サラ・パレツキー、スー・グラフトンなどの女流作家がデビューする前で、出版社側もアメリカ人女性作家にあまり強い関心を持っていない時期だった。彼女たちのデビューと成功によって、1987年から執筆を開始した自身の「デス・オンデマンド」シリーズも日の目を見ることとなった。
第二次世界大戦を題材とした『手紙と秘密』（原題："Letter from Home" ）は、ピューリッツァー賞 フィクション部門にノミネートされた。

## 著書

### デス・オンデマンド シリーズ
ハートが商業的に成功した最初のシリーズ。主人公は、サウスカロライナ州のブロワーズ・ロックという架空の島にある「デス・オンデマンド」という書店の店主、アニー・ローランス (Annie Laurance) 。
| #  | 邦題                         | 原題                     | 刊行年 | 刊行年月   | 訳者     | 出版社                                |
| -- | ---------------------------- | ------------------------ | ------ | ---------- | -------- | ------------------------------------- |
| 1  |                              | Death on Demand          | 1987年 |            |          |                                       |
| 2  |                              | Design for Murder        | 1988年 |            |          |                                       |
| 3  | 舞台裏の殺人                 | Something Wicked         | 1988年 | 1991年11月 | 青木久恵 | 早川書房 〈ミステリアス・プレス文庫〉 |
| 4  | ハネムーンの殺人             | Honeymoon with Murder    | 1988年 | 1992年5月  | 山本俊子 | 早川書房 〈ミステリアス・プレス文庫〉 |
| 5  | ミステリ講座の殺人           | A Little Class on Murder | 1989年 | 1992年11月 | 青木久恵 | 早川書房 〈ミステリアス・プレス文庫〉 |
| 6  | ヴァレンタイン・デイの殺人   | Deadly Valentine         | 1990年 | 1993年1月  | 山本俊子 | 早川書房 〈ミステリアス・プレス文庫〉 |
| 7  | クリスティー記念祭の殺人     | The Christie Caper       | 1991年 | 1994年3月  | 山本俊子 | 早川書房 〈ミステリアス・プレス文庫〉 |
| 8  | 幽霊屋敷の殺人               | Southern Ghost           | 1992年 | 1996年10月 | 山本俊子 | 早川書房 〈ミステリアス・プレス文庫〉 |
| 9  | ブック・フェスティバルの殺人 | Mint Julep Murder        | 1995年 | 1997年8月  | 山本俊子 | 早川書房 〈ミステリアス・プレス文庫〉 |
| 10 | 独立記念日の殺人             | Yankee Doodle Dead       | 1998年 | 1999年8月  | 山本俊子 | 早川書房 〈ミステリアス・プレス文庫〉 |
| 11 | チャリティー・バザーの殺人   | White Elephant Dead      | 1999年 | 2000年7月  | 山本俊子 | 早川書房 〈ミステリアス・プレス文庫〉 |
| 12 |                              | Sugarplum Dead           | 2000年 |            |          |                                       |
| 13 |                              | April Fool Dead          | 2002年 |            |          |                                       |
| 14 |                              | Engaged to Die           | 2003年 |            |          |                                       |
| 15 |                              | Murder Walks the Plank   | 2004年 |            |          |                                       |
| 16 |                              | Death of the Party       | 2005年 |            |          |                                       |
| 17 |                              | Dead Days of Summer      | 2006年 |            |          |                                       |
| 18 |                              | Death Walked In          | 2008年 |            |          |                                       |
| 19 |                              | Dare to Die              | 2009年 |            |          |                                       |
| 20 |                              | Laughed 'Til He Died     | 2010年 |            |          |                                       |
| 21 |                              | Dead by Midnight         | 2011年 |            |          |                                       |
| 22 |                              | Death Comes Silently     | 2012年 |            |          |                                       |

### ヘンリー・O シリーズ
70歳くらいの元女流新聞記者ヘンリー・オドワイヤー・コリンズ (Henrie O'Dwyer Collins) が、旅行中に遭遇した事件の謎を解いていくシリーズ。
| # | 邦題           | 原題                    | 刊行年 | 刊行年月   | 訳者     | 出版社                                |
| - | -------------- | ----------------------- | ------ | ---------- | -------- | ------------------------------------- |
| 1 | 死者の島       | Dead Man's Island       | 1993年 | 1995年1月  | 仙波有理 | 早川書房 〈ミステリアス・プレス文庫〉 |
| 2 | 優雅な町の犯罪 | Scandal in Fair Haven   | 1994年 | 1996年7月  | 仙波有理 | 早川書房 〈ミステリアス・プレス文庫〉 |
| 3 | 災いの小道     | Death in Lovers' Lane   | 1997年 | 1999年11月 | 仙波有理 | 早川書房 〈ミステリアス・プレス文庫〉 |
| 4 | 悪意の楽園     | Death in Paradise       | 1998年 | 2001年1月  | 長島水際 | 早川書房 〈ミステリアス・プレス文庫〉 |
| 5 | 死の散歩道     | Death on the River Walk | 1999年 | 2002年10月 | 対馬妙   | 早川書房 〈ハヤカワ・ミステリ文庫〉   |
| 6 |                | Resort to Murder        | 2001年 |            |          |                                       |
| 7 |                | Set Sail for Murder     | 2007年 |            |          |                                       |

### その他
ベイリー・ルース・レイバーン (Bailey Ruth Raeburn) シリーズ

1. Ghost at Work (2008)
2. Merry, Merry Ghost (2009)
3. Ghost In Trouble (2010)

ノン・シリーズ
- The Sooner Story, 1890-1980 (1980) - ノンシクション、チャールズ・F・ロング共著
- The Secret of the Cellars (1998)
- Dangerous Summer (1968)
- No Easy Answers (1970)
- Rendezvous in Veracruz (1972)
- Danger, High Explosives! (1972)
- Flee from the Past (1975)
- A Settling of Accounts (1976)
- Escape from Paris (1982)
- The Rich Die Young (1983)
- Death by Surprise (1983)
- Castle Rock (1983)
- Skulduggery (1984)
- The Devereux Legacy (1986)
- Brave Hearts (1987)
- Crimes of the Heart (1995)
- Crime on her Mind (1999)
- Love & Death (2001)
- Letter from Home (2003)
  - 手紙と秘密（2006年2月、長野きよみ訳、ハヤカワ・ミステリ文庫）

- Secrets and Other Stories of Suspense (2008)

## 受賞・ノミネート歴
- 1988年：『舞台裏の殺人』でアガサ賞 長編賞受賞、"Death on Demand" でアンソニー賞 ペーパーバック賞ノミネート
- 1989年：『舞台裏の殺人』でアンソニー賞 ペーパーバック賞受賞、『ミステリ講座の殺人』でアガサ賞 長編賞ノミネート
- 1990年：『ミステリ講座の殺人』でマカヴィティ賞 長編賞受賞、アンソニー賞 長編賞ノミネート、『ハネムーンの殺人』でアンソニー賞 ペーパーバック賞受賞、『ヴァレンタイン・デイの殺人』でアガサ賞 長編賞ノミネート
- 1991年：『クリスティー記念祭の殺人』でアガサ賞 長編賞ノミネート
- 1992年：『幽霊屋敷の殺人』でアガサ賞 長編賞ノミネート
- 1993年：『幽霊屋敷の殺人』でアンソニー賞 長編賞ノミネート、『死者の島』でアガサ賞 長編賞受賞、「ヘンリー・Oの休日」でマカヴィティ賞 短編賞受賞
- 1994年：『優雅な町の犯罪』でアガサ賞 長編賞ノミネート
- 1999年：『死の散歩道』でアガサ賞 長編賞ノミネート
- 2003年：『手紙と秘密』でアガサ賞 長編賞受賞、ピューリッツァー賞 フィクション部門ノミネート
- 2010年："Your Turn" でマカヴィティ賞 短編賞ノミネート